# Église Notre-Dame-de-la-Consolation d'Arcavacata
Vous pouvez aider à l'améliorer ou bien discuter des problèmes sur sa page de discussion.
- Il ne cite pas suffisamment ses sources. Vous pouvez indiquer les passages à sourcer avec {{référence nécessaire}} ou {{Référence souhaitée}}, et inclure les références utiles en les liant aux notes de bas de page. (Marqué depuis mars 2025)
- La traduction est incomplète. (Marqué depuis mars 2025)

- Archive Wikiwix
- Bing
- Cairn
- DuckDuckGo
- E. Universalis
- Gallica
- Google
- G. Books
- G. News
- G. Scholar
- Persée
- Qwant
- (zh) Baidu
- (ru) Yandex

L' église Santa Maria della Consolazione est située à Arcavacata di Rende dans la province de Cosenza .

## Histoire et légende
L’église de Sainte Marie de la Consolation est liée à une légende du XVIIIe siècle. Selon la tradition, un mendiant aveugle et un autre infirme furent miraculeusement guéris après avoir vu une lumière éclatante dans un buisson. Le lendemain, les habitants découvrirent une image de la Vierge et de l’Enfant sur un ancien mur. En reconnaissance, la famille noble Magdalone fit construire une église sur ce site.
Au fil du temps, l’église est devenue un lieu de grande dévotion. Après avoir survécu au tremblement de terre de 1905, la communauté a instauré une tradition annuelle de prières et de festivités le 8 septembre, Nativité de Marie.

## Architecture et intérieur
De style baroque tardif, l’église possède une façade élégante et un clocher imposant. L’intérieur comprend une nef unique ornée de fresques, des pilastres corinthiens et un presbytère richement décoré. L’autel principal abrite une icône du XVe siècle de la Vierge de la Consolation, centre de la dévotion locale.
Parmi les œuvres d’art les plus précieuses figure une statue du XIXe siècle de la Vierge, richement vêtue et portée en procession lors des célébrations annuelles du lundi de Pâques.

## Traditions religieuses
La fête principale de la Vierge de la Consolation a lieu le lundi de Pâques, en commémoration de la découverte miraculeuse de l’icône. L’événement est marqué par une procession solennelle, de la musique et des célébrations traditionnelles.

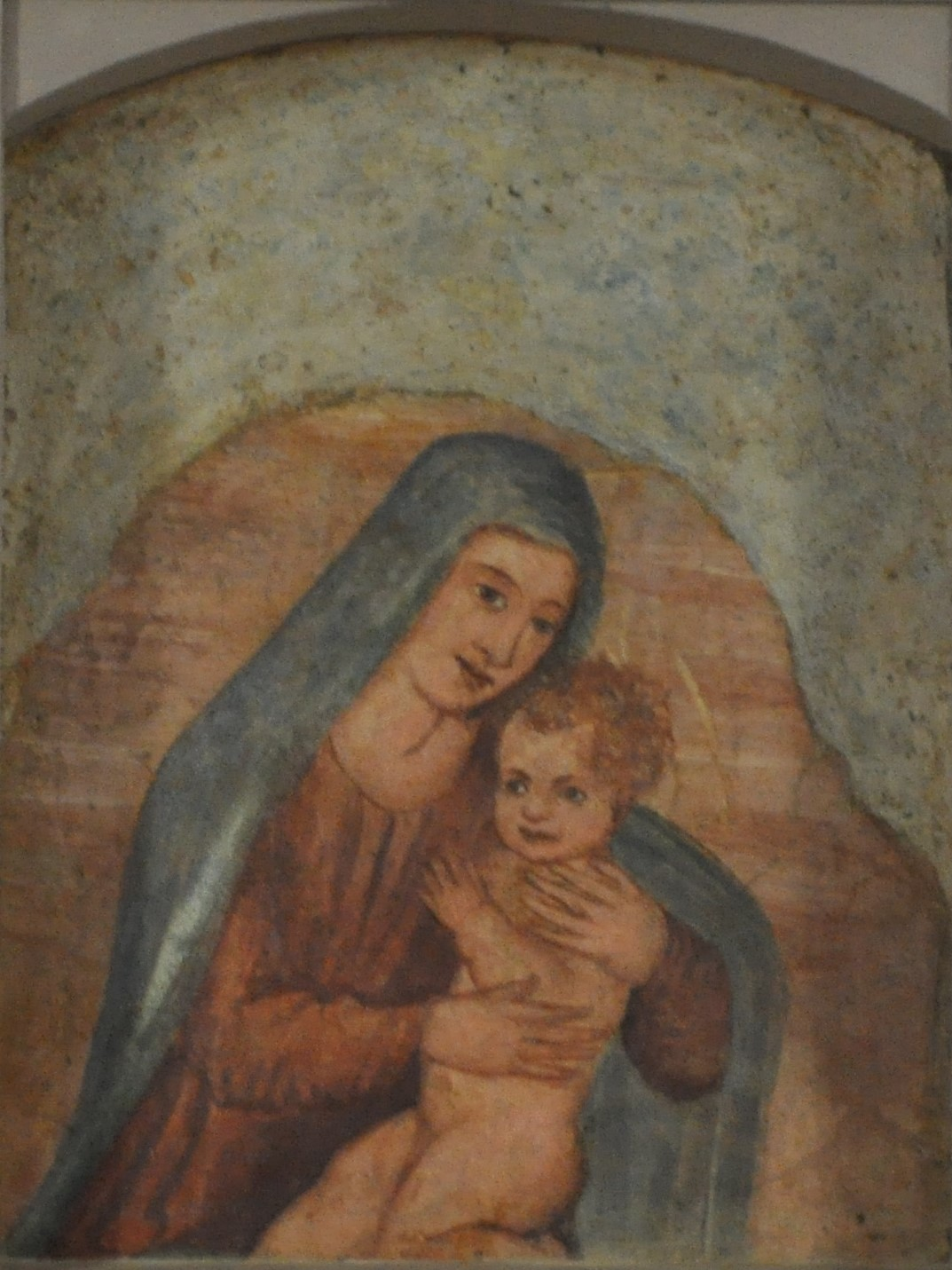
L'icône miraculeuse.
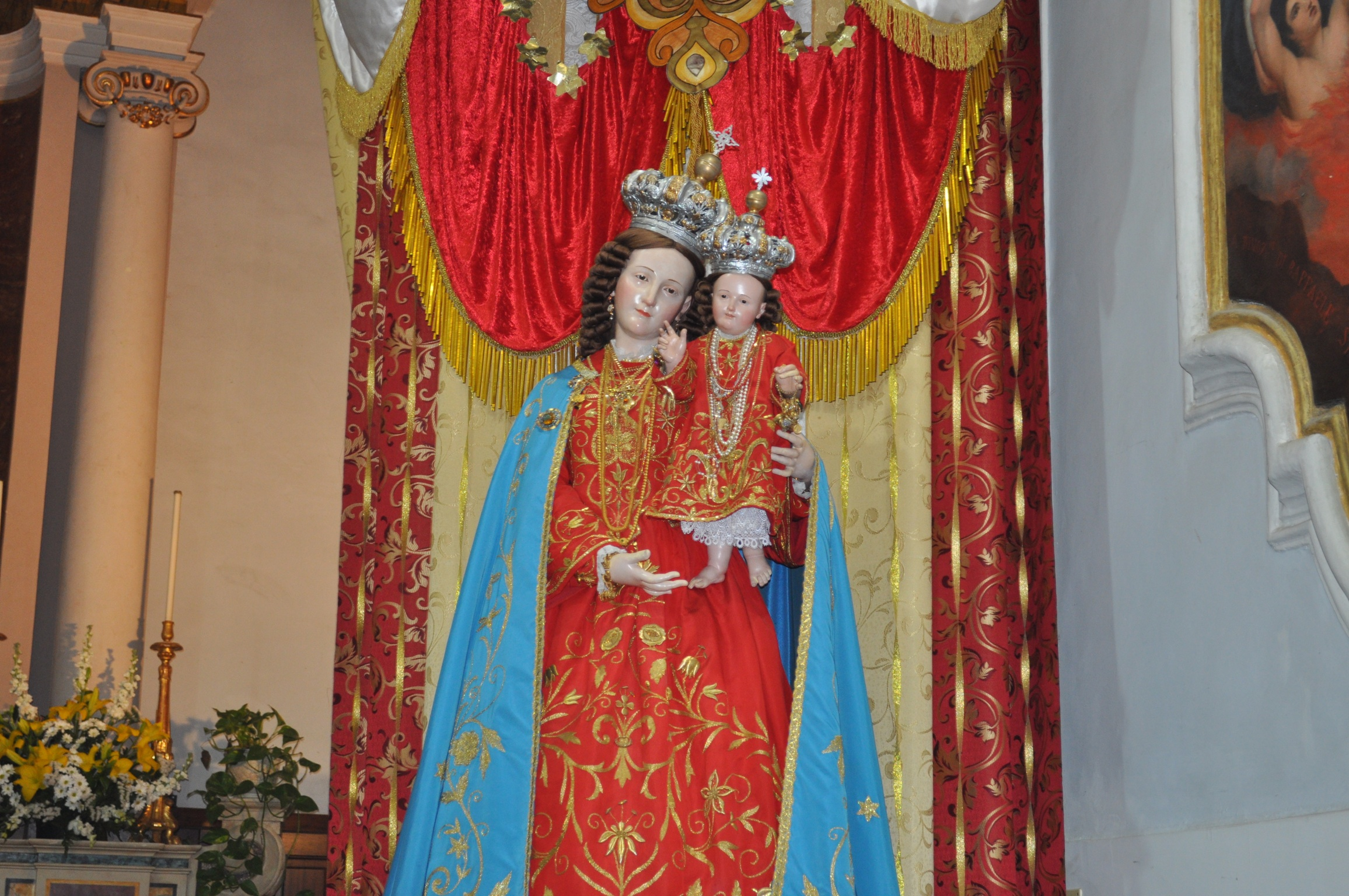
La statue de la Vierge Marie.
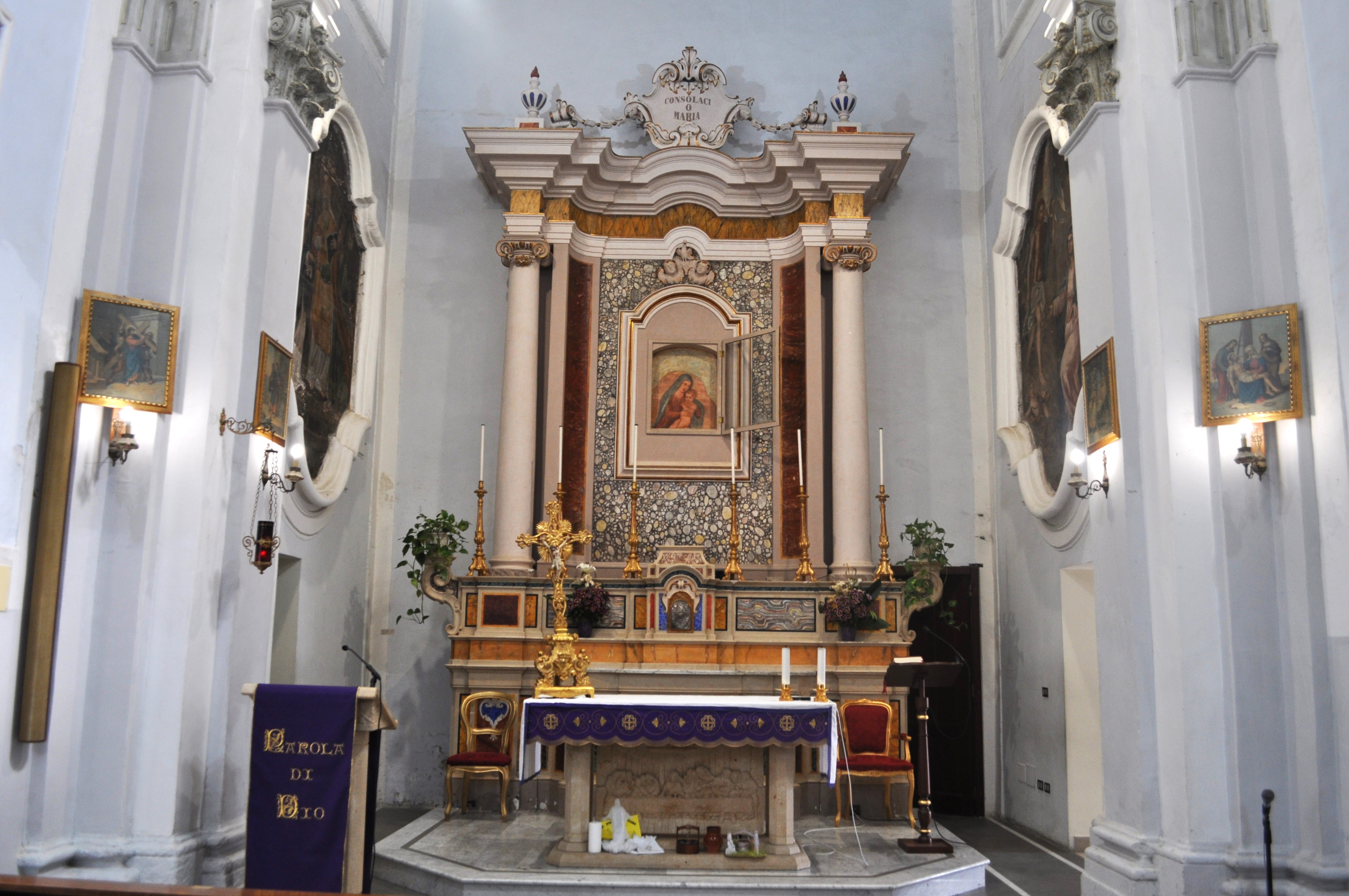
L'autel principal.